# Carlos Morphi
Charles Murphy (nombre hispanizado: Carlos Morphy o Morphi)  fue gobernador de la Gobernación del Paraguay de 1766 a 1772. Nació en Irlanda en el siglo XVIII.
Durante su mandato, en el año 1770, en cumplimiento de una Real Cédula, fueron fundadas las ciudades de Caraguatay, Ybycuí, Caacupé, Carayaó, Pirayú, Arroyos y Esteros y Barrero Grande (hoy Eusebio Ayala). Previamente, en el año 1768, fundó la ciudad de Lambaré. Asimismo, participó en la expulsión de la Compañía de Jesús, decretada por Carlos III el 27 de febrero de 1767.
Dejó el Paraguay el 7 de septiembre de 1772, viajó luego a Madrid, adonde llegó el 24 de marzo del año siguiente. Posteriormente, le fue otorgado el grado de coronel y el cargo de gobernador de Montevideo, en cuyos límites murió de regreso el 19 de octubre de 1774.
| Predecesor: Fulgencio Yegros y Ledesma | Gobernador del Paraguay 1766 - 1772 | Sucesor: Agustín Fernando de Pinedo |